# Küsten-Blauglöckchen
Das Küsten-Blauglöckchen (Mertensia maritima), auch Austernpflanze oder Austernblatt genannt, ist eine Art der Pflanzengattung der Blauglöckchen (Mertensia) innerhalb der Familie der Raublattgewächse (Boraginaceae).

## Beschreibung

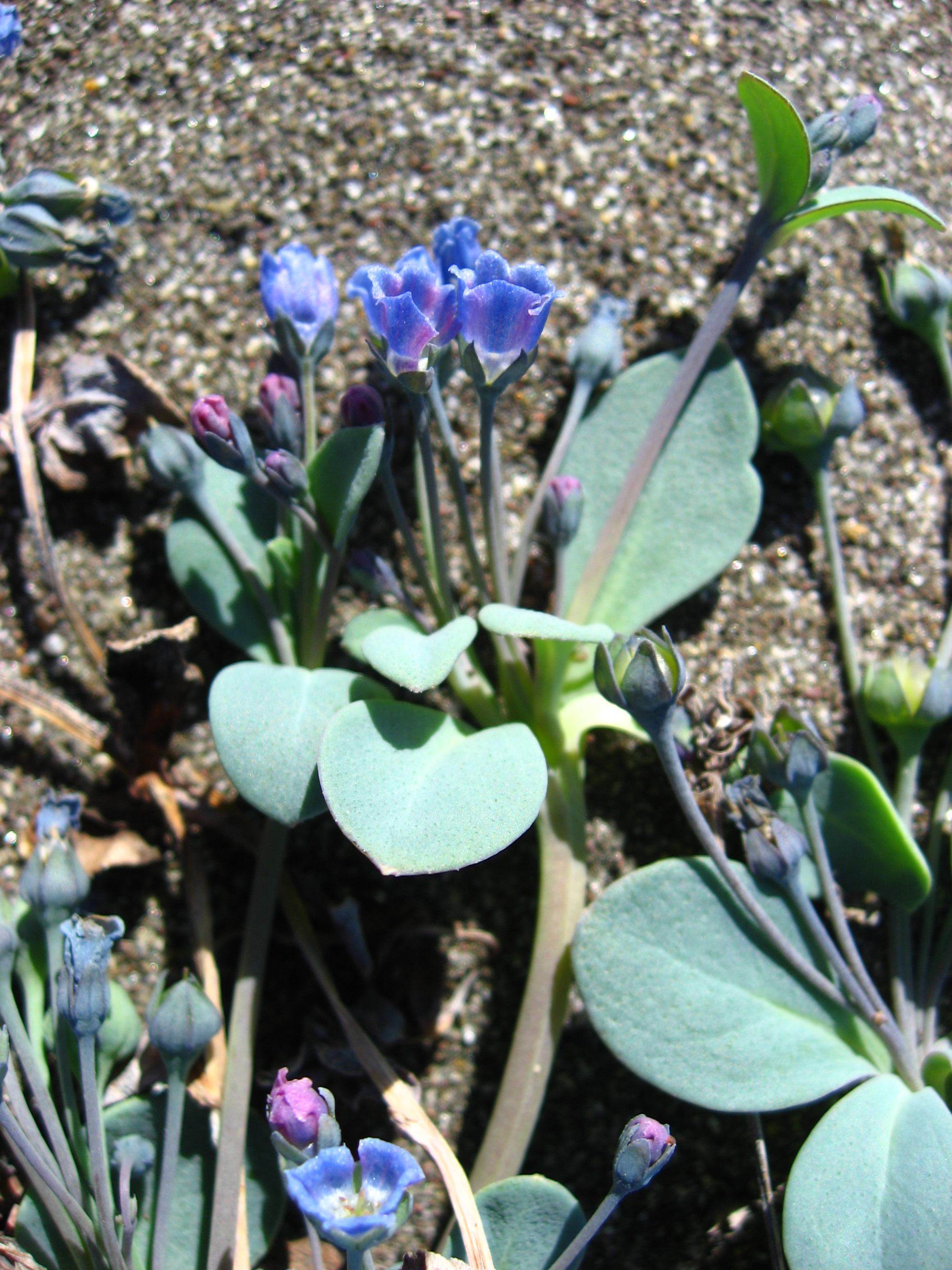
Blütenstand

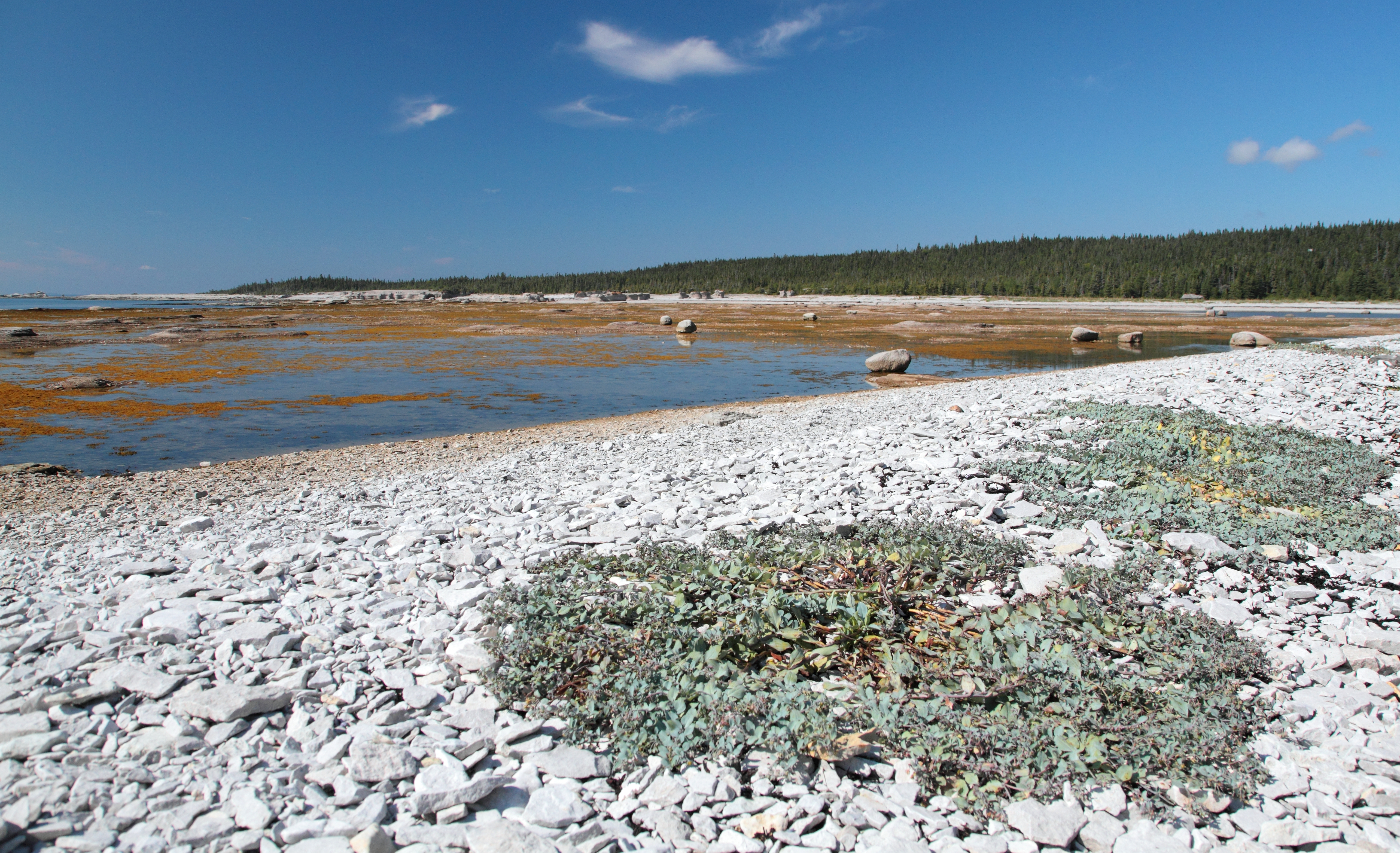
Küsten-Blauglöckchen am Standort im Mingan-Archipelago-Nationalpark in Kanada

Das Küsten-Blauglöckchen ist eine ausdauernde etwa 5–30 Zentimeter hohe und blaugrüne, kahle Pflanze mit bis zu 60 Zentimeter langen Stängeln. Die Stängel sind beblättert, aufrecht oder meist niederliegend und manchmal Kissen bildend. Bei den leicht fleischigen Laubblättern sind die unteren gestielt, die oberen sitzend. Sie sind 0,5–6 Zentimeter lang, spatelförmig, eiförmig oder elliptisch. Die kahlen und ganzrandigen, abgerundeten bis spitzen Blattspreiten sind oberseits mit Salzdrüsen punktiert.
Die endständigen Blütenstände sind oft verzweigt und schirmtraubig, mit blattähnlichen Tragblättern. Die Blütenstiele sind 2–10 Millimeter lang, zur Fruchtreife oft zurückgebogen. Die spitzen Kelchzipfel sind 6 Millimeter lang und eiförmig. Die längere, im unteren Teil verengte Blütenkrone, innen ohne Anhängsel aber mit Einstülpungen im Schlund, misst etwa 6 Millimeter im Durchmesser, sie ist rosa, wird später blau und rosa. Die glockenförmige Krone ist im oberen Teil in kurze, leicht ausgebogene Zipfel geteilt. Die kurzen Staubblätter sind eingeschlossen und stehen meist an der Spitze zusammen. Der Griffel des oberständigen Fruchtknotens ist meist eingeschlossen.
Die Blütezeit ist Juni bis Juli. Es werden Klausenfrüchte in/mit einer leicht aufgeblasenen, zur Reife papierigen, etwa eiförmigen Hülle im beständigen Kelch gebildet.
Die Chromosomenzahl beträgt 2n = 24.

## Vorkommen
Die Küsten-Blauglöckchen ist auf der Nordhalbkugel in Nordeuropa bis Grönland, in Osteuropa und von Sibirien, Korea, Japan über Russlands Fernem Osten bis Alaska, Kanada und in den US-Bundesstaaten Maine, Massachusetts sowie New Hampshire weitverbreitet.
Es gedeiht an den sandigen Küsten Nordeuropas, südwärts in Großbritannien, Irland bis 54 Grad nördlicher Breite (früher bis 52 Grad 30’), fehlt aber in der baltischen Region.

## Taxonomie
Das Küsten-Blauglöckchen wurde von Carl von Linné mit dem Namen Pulmonaria maritima in Sp. Pl.: 136, 1753 erstbeschrieben. Die Art wurde dann von Samuel Frederick Gray als Mertensia maritima in Nat. Arr. Brit. Pl. 2: 354, 1821 in die Gattung Mertensia gestellt. Ein Synonym für die Art ist Steenhammera maritima (L.) Rchb. Der Gattungsname Mertensia ehrt Franz Carl Mertens, einen deutschen Lehrer und Botaniker.

## Nutzung
Die Blätter werden gelegentlich in der Küche verwendet. Sie haben einen Geschmack nach Fisch oder Austern, daher der Name Austernblatt.